# IBM Gekko

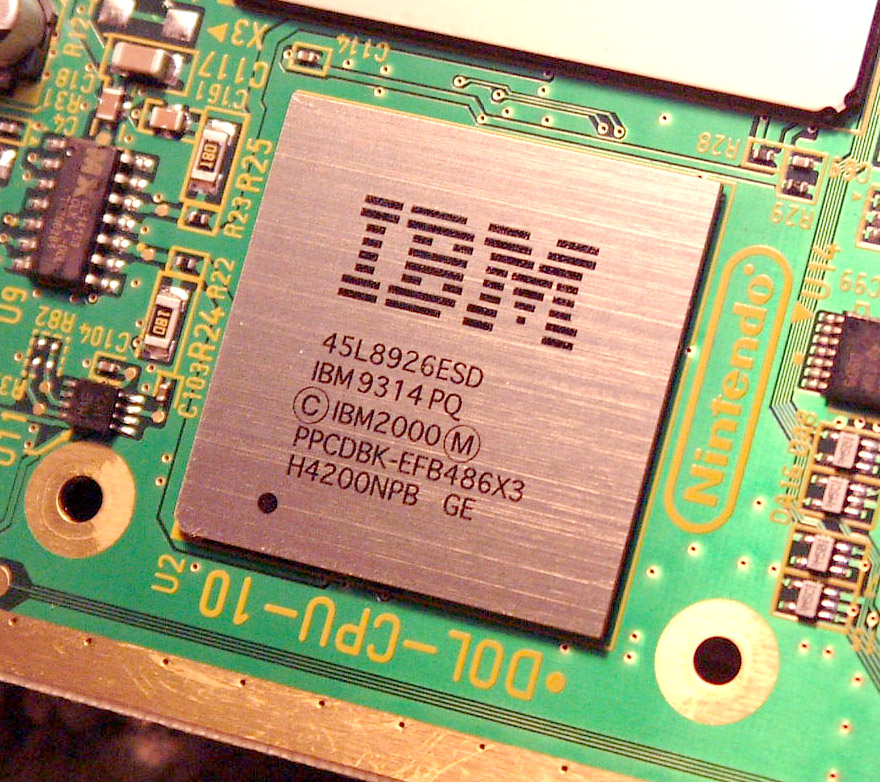
Procesador IBM PowerPC "Gekko".

IBM Gekko, procesador múltiple MPU de IBM basado en la familia de procesadores IBM POWER diseñado exclusivamente para ser usado en la consola de videojuego Gamecube y el sistema arcade Triforce.

## Especificaciones básicas
- Velocidad de reloj: 486-500 MHz
- Arquitectura basada en PowerPC 750CXe  de IBM
- Memoria Caché: L1: 64 kB {Instrucciones 32KB, Datos 32KB (8 vías)} L2: 256KB (2 vías)
- sistema de datos internos: 32bit Integrador & 64 bit Ops. punto flotante
- Ancho de banda del Bus externo: 1.3 GB/s (Pico máximo)
- Capacidad de instrucciones: 1125 Dmips (Dhrystone 2.1)
- Capacidad de operaciones:1.94 GFLOPS
- Proceso de Manufactura: 0.18 micrómetros

- Datos: Q2467811
- Multimedia: Gekko (microprocessor) / Q2467811